# 烧锅镇乡
烧锅镇乡，是中华人民共和国吉林省白城市大安市下辖的一个乡镇级行政单位。

## 行政区划
烧锅镇乡下辖以下地区：
富民村、四一村、富强村、富国村、富志村、富河村、富余村、富新村、新平村、新兴村、新发村、富田村、新民村、富乐村、新丰村、新志村和新建村。